# Рудзе
Рудзе (пол. Rudze) — село в Польщі, у гміні Затор Освенцимського повіту Малопольського воєводства.
Населення — 468 осіб (2011).

## Історія
У 1975-1998 роках село належало до Бельського воєводства, підпорядковувалося районній адміністрації в Освенцимі.

## Демографія
Демографічна структура станом на 31 березня 2011 року:
|          | Загалом | Допрацездатний вік | Працездатний вік | Постпрацездатний вік |
| -------- | ------- | ------------------ | ---------------- | -------------------- |
| Чоловіки | 222     | 47                 | 150              | 25                   |
| Жінки    | 246     | 57                 | 141              | 48                   |
| Разом    | 468     | 104                | 291              | 73                   |